# Jean-Hugues Boutin
Pour les articles homonymes, voir Boutin.
Jean-Hugues Boutin, né le 9 janvier 1936 à Amos, est un administrateur et homme politique québécois. Il a œuvré dans de nombreuses organisations à des postes d'administration, surtout en Abitibi-Témiscamingue. Maire d'Amos de 1971 à 1974, il fut également député d'Abitibi-Ouest à l'Assemblée nationale du Québec de 1973 à 1976.

## Biographie

### Études et implication régionale
Il est le fils de Jean-Baptiste Boutin et de Blanche Giguère. Il fait ses études primaires à Amos et secondaires à Ottawa. Il obtient ensuite un baccalauréat ès arts de l'Université de Montréal puis un baccalauréat en sciences commerciales et d'une maîtrise en sciences commerciales de l'Université Laval.
Il mène une courte carrière militaire durant ses études. Il est sous-lieutenant de 1956 à 1959 puis lieutenant dans le Corps royal d'intendance de l'Armée canadienne. Dans les années 1960, il s'implique dans plusieurs organisations. Il est entre autres directeur de la Chambre de commerce d'Amos en 1965 et 1966. Il rejoint l'Ordre des administrateurs agréés du Québec en 1967.
Il est secrétaire-trésorier de l'Amicale des anciens parlementaires de l'Assemblée nationale du Québec de mai 2002 à mai 2005. 

### Carrière politique
Du 11 septembre 1967 au 31 octobre 1971, il est membre du conseil municipal d'Amos. Il devient maire de cette ville à l'âge de 35 ans, le 31 octobre 1971. Il se présente sous la bannière libérale aux élections générales québécoises de 1973 dans Abitibi-Ouest. Il quitte son poste de maire le 27 octobre 1974, avant de perdre celui de député aux élections de 1976 contre François Gendron.

### Carrière à la Baie-James et en finance
Il profite alors du Projet de la Baie-James pour poursuivre sa carrière de gestionnaire. Chargé de projets pour la municipalité de la Baie-James de 1977 à 1979, il est ensuite directeur d'exploitation de la Société de développement autochtone de la Baie-James de 1979 à 1981. De 1981 à 2001, il œuvre auprès d'institutions financières à différents postes de consultation ou de direction.
Il est administrateur et secrétaire-trésorier de l'Amicale des anciens parlementaires du Québec de 2002 à 2005 et membre du conseil d'administration d'AXA Services financiers de 2005 à 2006.